# Bundesregierung Sinowatz
Die österreichische Bundesregierung Sinowatz, nach 13 Jahren SPÖ-Alleinregierung eine SPÖ-FPÖ-Koalition,  wurde nach der Nationalratswahl vom 24. April 1983 gebildet und amtierte, von Bundespräsident Rudolf Kirchschläger ernannt, vom 24. Mai 1983 bis zum 16. Juni 1986, dem Tag der Ernennung des ersten Kabinetts unter Bundeskanzler Franz Vranitzky.
Nachdem die SPÖ bei der Nationalratswahl 1983 nicht mehr, wie 1971, 1975 und 1979, die absolute, sondern nur mehr die relative Mandatsmehrheit erreicht hatte, trat die Bundesregierung Kreisky IV noch am Wahlabend zurück. SPÖ-Vorsitzender Bruno Kreisky schlug Fred Sinowatz, zuletzt Vizekanzler und Unterrichtsminister, als seinen Nachfolger vor. Mit der FPÖ, die bereits 1970 / 1971 eine SPÖ-Regierung ohne absolute Mehrheit unterstützt hatte (siehe Bundesregierung Kreisky I), wurde unter FPÖ-Obmann Norbert Steger eine „kleine Koalition“ gebildet. Das Kabinett Sinowatz und das folgende, kurzlebige Kabinett Vranitzky I blieben bis heute die einzige SPÖ-FPÖ-Koalition auf Bundesebene.
| Bundesminister (für)                                                  | Amtsinhaber | Partei | Staatssekretär |
| --------------------------------------------------------------------- | --- | ------ | --- |
| Bundeskanzler                                                         | Fred Sinowatz | SPÖ    | Johanna Dohnal (SPÖ) Ferdinand Lacina (SPÖ) (bis 10. September 1984) Franz Löschnak (SPÖ) (bis 17. Dezember 1985) |
| Vizekanzler und BM für Handel, Gewerbe und Industrie                  | Norbert Steger | FPÖ    | Erich Schmidt (SPÖ)                                                                                               |
| Minister ohne Portefeuille im Bundeskanzleramt (ab 18. Dezember 1985) | Franz Löschnak | SPÖ    | |
| Auswärtige Angelegenheiten                                            | Erwin Lanc (bis 10. September 1984) Leopold Gratz (ab 10. September 1984)                                                                                 | SPÖ    | |
| Soziale Verwaltung                                                    | Alfred Dallinger | SPÖ    | |
| Finanzen                                                              | Herbert Salcher (bis 10. September 1984) Franz Vranitzky (ab 10. September 1984)                                                                          | SPÖ    | Holger Bauer (FPÖ)                                                                                                |
| Gesundheit und Umweltschutz                                           | Kurt Steyrer (bis 17. Dezember 1985) Franz Kreuzer (ab 17. Dezember 1985)                                                                                 | SPÖ    | Mario Ferrari-Brunnenfeld (FPÖ)                                                                                   |
| Inneres                                                               | Karl Blecha | SPÖ    | |
| Justiz                                                                | Harald Ofner | FPÖ    | |
| Land- und Forstwirtschaft                                             | Günter Haiden | SPÖ    | Gerulf Murer (FPÖ)                                                                                                |
| Verkehr, ab 1. Jänner 1985 Öffentliche Wirtschaft und Verkehr         | Karl Lausecker (bis 10. September 1984) Ferdinand Lacina (ab 10. September 1984)                                                                          | SPÖ    | |
| Landesverteidigung                                                    | Friedhelm Frischenschlager (bis 15. Mai 1986) Helmut Krünes (ab 15. Mai 1986)                                                                             | FPÖ    | |
| Familie, Jugend und Konsumentenschutz                                 | Elfriede Karl (bis 10. September 1984) Gertrude Fröhlich-Sandner (ab 10. September 1984)                                                                  | SPÖ    | |
| Unterricht und Kunst, ab 1. Jänner 1985 Unterricht, Kunst und Sport   | Helmut Zilk (bis 10. September 1984) Herbert Moritz (ab 11. September 1984)                                                                               | SPÖ    | |
| Bauten und Technik                                                    | Karl Sekanina (bis 22. Februar 1985) Ferdinand Lacina (mit Leitung zusätzlich betraut von 22. Februar bis 1. März 1985) Heinrich Übleis (ab 1. März 1985) | SPÖ    | Beatrix Eypeltauer (SPÖ)                                                                                          |
| Wissenschaft und Forschung                                            | Heinz Fischer | SPÖ    | |